# 2017年5月喀布尔袭击
2017年5月31日8时25分左右，喀布尔市区瓦济尔阿克巴汗区发生了汽车炸弹袭击。事发地点接近德国大使馆正门，附近有他国使馆和多个政府部门，死亡超过90人，伤者超过400人。受害者多为平民，死者包括德国大使馆保安、英国广播公司司机、黎明电视台记者。爆炸将地面炸出了7米深坑，距爆炸点几百米内的建筑都有不同程度损毁，包括印度、日本、德国、法国的大使馆。据估计，引爆的污水卡车上装有至少1500公斤的炸药。北约“坚定支持”的非戰鬥行动小组表示，阿富汗安全部隊阻止了炸弹卡车进入稱為綠色地區（Green Zone）的重度保护区域，故恐怖襲擊可能沒有達到真正的目的。
俄罗斯媒体称伊斯兰国对袭击负责。不过塔利班否认与袭击有关，伊斯兰国组织也并没有主动承认此事。据6月1日当地媒体黎明电视台报道，阿富汗国家安全局认为武装组织“哈卡尼网络”策划了袭击。5月31日美国总统唐纳德·特朗普与阿富汗总统阿什拉夫·加尼·艾哈迈德扎伊通电支持阿富汗反恐，之后中国、英国、法国、加拿大、巴基斯坦、印度等国也声明谴责袭击者，对死难者家属表示慰问。联合国秘书长安东尼奥·古特雷斯及安理会表示对此一发生在斋月期间的袭击进行强烈谴责，并号召成员国采取一切手段消除恐怖主义的威胁。